# جان بری
جان بَری پِرِندِرگَست (به انگلیسی: John Barry) (۳ نوامبر ۱۹۳۳، بوینوس آیرس - ۳۰ ژانویه ۲۰۱۱، نیویورک)، آهنگساز فیلم و رهبر ارکستر بریتانیایی بود. او به دلیل ساخت موسیقی برای یازده قسمت از سری فیلم‌های جیمز باند شناخته می‌شود.
او در بیش از پنجاه سال فعالیت هنری خود، پنج جایزه اسکار را از آن خود کرد.

## فیلم‌شناسی
- اختاپوسی
- از روسیه با عشق
- الماس‌ها ابدیند
- انگیزه‌های درونی
- بازی با قلب
- بازی مرگ
- باغ وحش شیشه‌ای
- بنال وطن
- پگی سو ازدواج کرد
- پنجه طلایی
- پیشنهاد بی‌شرمانه
- جلسه احضار ارواح در یک بعدازظهر بارانی
- چاپلین
- خارج از آفریقا
- خاطرات کوئیلر
- خانه عروسک
- در خدمت سرویس مخفی ملکه
- رابین و ماریان
- رقصنده با گرگ‌ها
- روزهای روشن زندگی
- زندگی من
- شیر در زمستان
- طلوع مرکوری
- فرانسیس
- قرار ملاقات
- کابوی نیمه‌شب
- کبوتر
- کودک پرافتخار
- کینگ کونگ
- گرمای بدن
- گلوله آتشین
- ماجراهای آلیس در سرزمین عجایب
- ماری، ملکه اسکاتلند
- متخصص
- مردی با طپانچه طلایی
- معما
- مون‌ریکر
- مهارت ... و نحوه به دست آوردنش
- نجواگران
- نمایی از یک قتل
- جنگ ستارگان ورای بعد سوم